# Sassa Mbersi
Sassa Mbersi est un village de la commune de Mbe situé dans la région de l'Adamaoua et le département de la Vina au Cameroun.

## Population
En 2014, Sassa Mbersi comptait 2 619 habitants dont 1033 hommes et 1586 femmes. En termes d'enfants, le village comptait 280 nourrissons (0-35 mois), 443 nourrissons (0-59 mois), 165 enfants (4-5 ans), 613 enfants (6-14 ans), 485 adolescents (12-19 ans), 909 jeunes (15-34 ans).

## Ressources naturelles
4 forages dont 3 fonctionnels et 2 puits dont 1 fonctionnel pour accéder à l'eau sont présents au sein du village.

## Éducation
385 élèves dont 169 filles et 216 garçons vont à l'école de Sassa Garda. Cinq enseignants dont trois maîtres parents et deux contractuels donnent les cours aux enfants.

## Infrastructures sanitaires
Un centre de santé (CSI) avec deux assistantes sociales et un commis sont présents au sein du village. Il dispose de 4 lits, 1 maternité, 1 pharmacie et 1 réfrigérateur. Il est également mis à disposition un point d'eau et un dispositif de traitement des déchets.

## Infrastructures agricoles
Le village dispose d'un poste agricole.